# Larry Kusche
Lawrence David Kusche (* 1. listopadu 1940 Racine, Wisconsin) je americký publicista a spisovatel, pilot a letecký instruktor. Známým se stal především odhalováním údajných záhad, zejména kolem bermudského trojúhelníku.
Vyrůstal ve Phoenixu v Arizoně a pracoval v Arizonské státní knihovně. Když se na veřejnosti začaly šířit zkazky o záhadných zmizeních v bermudském trojúhelníku, začal se o celou věc systematicky zajímat a ověřovat nejrůznější záhadné události z primárních a nezávislých zdrojů. Pátral v archivech Lloydovy pojišťovací společnosti, amerického vojenského námořnictva, v meteorologických záznamech, v archivech jednotlivých letišť, pročítal staré noviny atd. Výsledkem byla kniha The Bermuda Triangle Mystery – Solved (Záhada bermudského trojúhelníku vyřešena), ve které ukázal, že většina historek o záhadných zmizeních v oblasti bermudského trojúhelníku je zčásti zcela vymyšlená, zčásti velmi přehnaná a spekulace kolem možných příčin údajných zmizení většinou zcela nesmyslné.
Tato kniha se stala skutečnou klasikou mezi příznivci racionálního a vědeckého přístupu k údajným záhadám. Později v této publikační činnosti pokračoval.

## Dílo
- The Bermuda Triangle Mystery - Solved, 1975, ISBN 0-87975-971-2 (Záhada bermudského trojúhelníku vyřešena)
- The Disappearance of Flight 19, New York: Harper & Row, 1980 (Zmizení letu 19)